# Kiang (Staat)

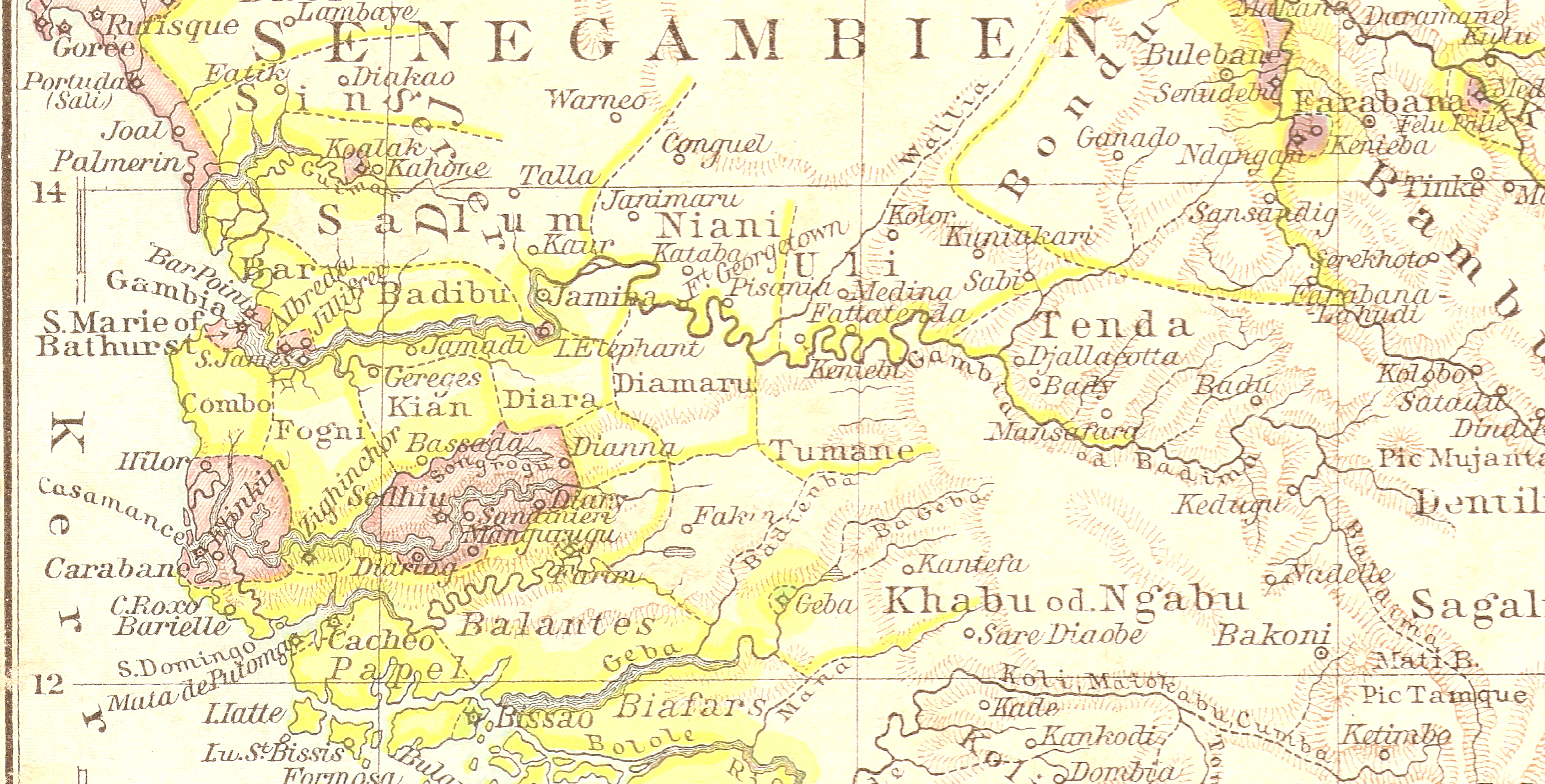
Alte Karte aus dem Andrees Allgemeiner Handatlas (1881) mit der Lage von Kian

Kiang (Schreibvariante: Kian) war ein historisches Reich in den heutigen westafrikanischen Staaten Gambia und Senegal.

## Geographische Lage
Kiang umfasste im Kern die heutigen Distrikte Kiang West, Kiang Central und Kiang East in der Lower River Region. Auch der Kiang West National Park liegt hier. Zusätzlich dehnte sich das Staatswesen südlich davon aus über die Gegend um das heutige Département Bounkiling der Region Sédhiou in der Casamance.
Begrenzt war Kiang von den mangrovengesäumten Uferzonen des Gambia im Norden, des Bintang Bolong im Südwesten, des Soungrougrou im Südosten, sowie im Westen und Osten von den Nachbarstaaten Foni und Jarra. 

## Geschichte
Kiang war vom frühen 18. Jahrhundert bis Mitte des 19. Jahrhunderts eines der neun Reiche der Mandinka am südlichen Ufer des Gambia-Flusses und trieb an den Hafenorten Tankular und Tendaba Handel mit den Europäern. Aus dem Jahr 1732 gibt es zwei historische Karten mit den Titeln „A map of the River Gambia from its mouth to Eropina“ und „A map of the River Gambia from Eropina to Barrakunda“. Diese zeigen den Flusslauf von der Mündung in den Atlantischen Ozean bis Eropina sowie von Deer Island bis Barrakunda. Auf der ersten Karte ist Kiang als Kaen bezeichnet und zeigt den damaligen Gebietsstand zwischen dem Gambia und seinem südlichen Zufluss Bitang Bolong, im Osten endend am Devil Point (rund zehn Kilometer von Soma entfernt).